# Emirau
Emirau (także Emir, Emira Kerue, Squally, Storm Island, Sturminsel) – wyspa w północnej części Papui-Nowej Gwinei należąca administracyjnie do prowincji Nowa Irlandia.

## Geografia
Emirau jest drugą pod względem wielkości z Wysp Świętego Macieja i leży 26 km na wschód od głównej wyspy archipelagu, Mussau. Wyspa ma 13 km długości i 3,2 km szerokości, jest pagórkowata (wysokość do 37 m n.p.m.) i pokryta gęstym lasem. Emirau jest zbudowana z wapienia koralowego i otoczona rafą koralową. Linia brzegowa jest silnie rozczłonkowana przez liczne zatoki, półwyspy i przylądki. Między przylądkiem Kap Ballin, najbardziej na północ wysuniętym skrawkiem lądu i położonym na zachód od niego Kap Tietgens, rozciąga się zatoka Hamburg Bay. Na zachód od Emirau leżą wyspy Sanilu i Anusau, a na wschodzie Elomusao. Na południowym wybrzeżu znajdują się, niegdyś niemieckie, plantacje i misja Kościoła Adwentystów Dnia Siódmego. Oprócz tego na południowym zachodzie leży miejscowość Pakane, a na południowo-wschodnim wybrzeżu Tasagina.

## Historia
Wyspę odkrył dla Europejczyków William Dampier w dniu 26.02.1700 r. i nazwał ją Squally Island. W roku 1885 obszar dostał się pod administrację niemiecką, a od 1899 do 1914 należał do niemieckiej kolonii Nowej Gwinei Niemieckiej. W 1914 wyspy zostały zdobyte przez oddziały australijskie i po I wojnie światowej trafiły jako mandat Ligi Narodów pod administrację Australii. 21 grudnia 1940 r. niemiecki rajder HSK Komet wysadził na wyspie ponad 500 jeńców pochodzących z zatopionych przez niego statków. W marcu 1944 r. została bez walki zajęta przez pododdziały 4th Marine Division US Army. Utworzono tu jedną z baz lotniczych wokół wielkiej japońskiej bazy wojskowej w Rabaulu, z których na nią przeprowadzano ciągłe ataki, czyniąc ją z czasem niezdolną do działania. W 1949 r. Emirau ponownie trafiła pod administrację Australii. Od 1975 jest częścią niezależnego państwa Papui-Nowej Gwinei.
Na Emirau używa się języka mussau–emira. Należy on wraz z językiem tenis z wyspy Tench do podgrupy językowej Świętego Macieja, należących do podrodziny oceanicznej rodziny języków austronezyjskich.
Wyspa Emirau została zakwalifikowana przez BirdLife International jako obszar ochrony ptaków dla gatunków endemicznych (ang. Endemic Bird Areas, EBA). Miejscowym podgatunkiem karłówki żółtobrzuchej jest Micropsitta meeki proxima, zamieszkująca wyłącznie Emirau i Mussau.